# نیدرهاوزن
نیدرهاوزن (به آلمانی: Niederhausen) یک شهر در آلمان است که در باد کرویتسناخ واقع شده‌است.